# Rodinal
 (novembre 2020).
Si vous disposez d'ouvrages ou d'articles de référence ou si vous connaissez des sites web de qualité traitant du thème abordé ici, merci de compléter l'article en donnant les références utiles à sa vérifiabilité et en les liant à la section « Notes et références ».

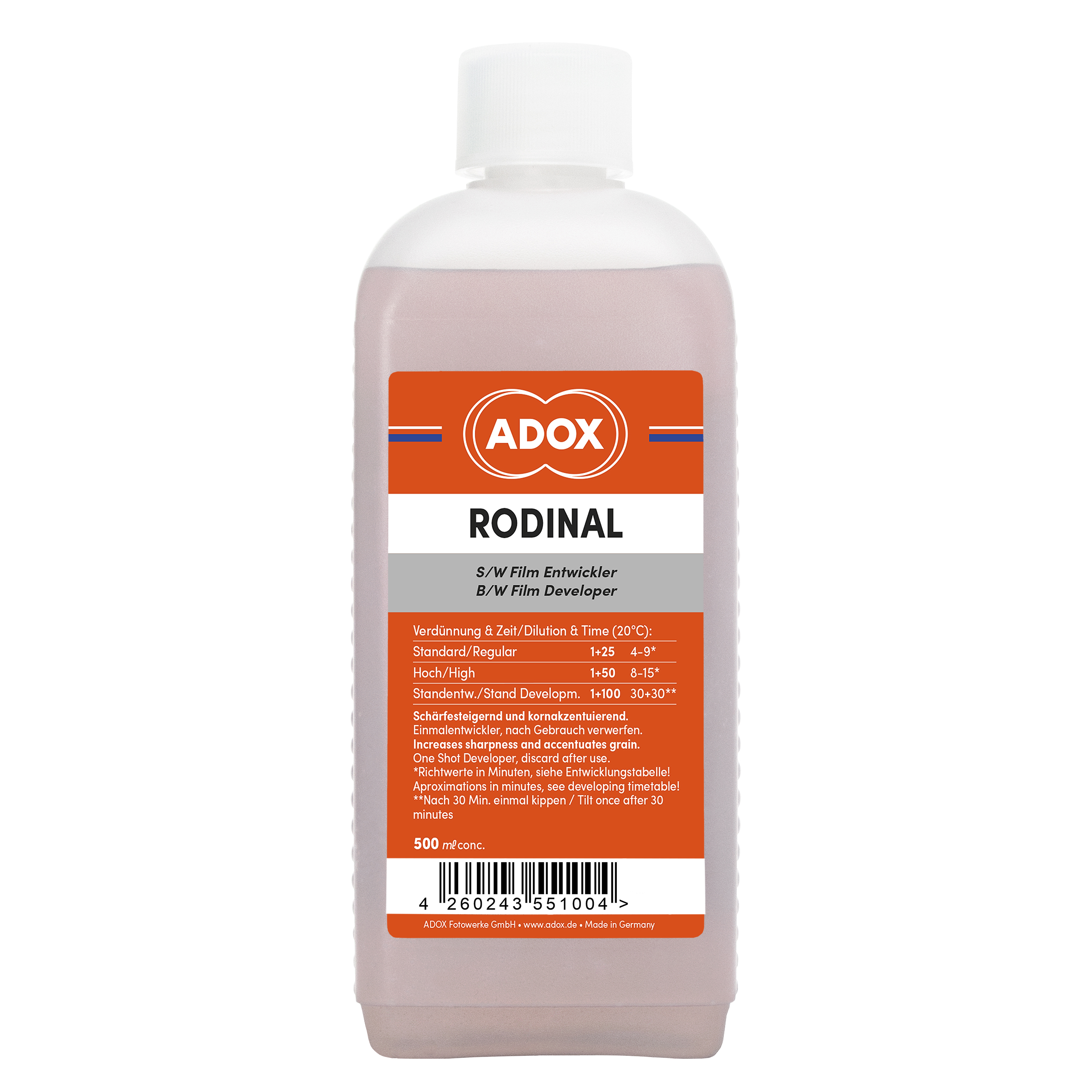
Rodinal

Le Rodinal est un révélateur pour films noir et blanc produit par Agfa Photo.

## Utilisation
Le Rodinal est vendu sous forme liquide très concentrée: des dilutions de 1+25, 1+50 ou 1+100 sont les plus courantes. Il s'utilise à bain perdu (la solution diluée ne peut être utilisée qu'une fois).

## Propriétés
Le Rodinal est réputé pour préserver le grain inhérent au film. Il n'a pas d'effet solvant sur l'argent naissant lors du processus de développement, et minimise ainsi sa diffusion d'un grain vers un autre. Ceci en fait un révélateur de choix pour obtenir des photos d'un fort piqué. Ce révélateur se distingue donc par la production d'un grain prononcé, combinée à une grande netteté des contours (acutance élevée), ces effets pouvant être amplifiés en augmentant la dilution.
De plus, utilisé très dilué à 1+50 ou 1+100, il a alors un effet compensateur (toutefois moindre qu'avec d'autres révélateurs tels que le Kodak XTOL). À très forte dilution, il n'est pas exceptionnel d'atteindre des durées de révélation particulièrement longues (avoisinant l'heure). 
Pour ces développements longs sans agitation (Stand development), une bonne indication est un temps d'une heure en cuve pour la sensibilité nominale de la pellicule et pour une dilution de 1/100e et pour 20 °C. 30 secondes d'agitation au début, une légère rotation à la demi-heure et c'est tout. Attention de mettre un minimum de 5 ml de révélateur pur par pellicule. À ce niveau de dilution l'effet compensateur est franc.

## Composition
Contrairement à la grande majorité des révélateurs (tels que le D-76), le Rodinal utilise comme développeur du para-aminophénol et non de l'hydroquinone. Comme d'autres révélateurs, son action se fait à pH alcalin, celui-ci n'est pas tamponné, la forte concentration en soude assurant un pH suffisamment élevé même à forte dilution.

## Préparation
```
   Solution A :
```

- Eau 750 ml
- Hydrochlorure de para-aminophénol 100 g (ou chlorhydrate de para-aminophénol ou 4-aminophénol)
- Métabisulfite de potassium 300 g
- Eau froide pour faire 1 litre

```
   Solution B :
```

- Eau froide 300 ml
- Hydroxyde de sodium (soude) 200 g
- Eau froide pour faire 400 ml

(attention la dissolution est très exothermique !! attention aux risques de projection)
```
   Préparation : 
```

Laisser la solution (A) refroidir. Un précipité d'hydrochlorure d'aminophénol doit se former. La placer dans un bain d'eau glacée et en mélangeant continuellement, ajouter 280 ml de la solution B refroidie. Continuer à ajouter de la solution B très lentement jusqu'à ce que le mélange s'assombrisse brusquement. Finalement, ajouter goutte à goutte de la solution B jusqu'à ce que quelques cristaux subsistent.
Le révélateur deviendra brun sombre.
Il se conserve plusieurs années.
d'après The Developing Cookbook, Stephen G. Anchell / Bill Troop, Focal Press

## Histoire
Le brevet du Rodinal a été déposé le 27 janvier 1891 en par le docteur Momme Andresen pour le compte d'Agfa (devenu plus récemment AgfaPhoto avant de disparaître). C'est le plus ancien révélateur encore en vente au monde. Le brevet a expiré depuis longtemps et la formule est ainsi tombée dans le domaine public : d'autres compagnies ont alors produit à leur tour des « clones » - le plus connu étant sûrement l'Allemand Calbe et son révélateur R09. Il est relativement facile de préparer soi-même du Rodinal, mais le prix de vente est tellement bas que peu de photographes le font effectivement.
Le Rodinal a connu assez rapidement une forte popularité après sa création - la majorité des photographes utilisaient alors des surfaces sensibles de grande taille et l'amplification du grain restait imperceptible. Dès lors que le format 24x36 sur support 35mm s'est imposé, le Rodinal a sensiblement perdu de l'attrait, les films de l'époque ayant un grain bien plus marqué que ceux disponibles aujourd'hui.
La structure des films s'affinant, il a retrouvé une certaine popularité. De plus, de nombreux photographes apprécient et recherchent un grain marqué et bien défini et utilisent le Rodinal à cette fin (un cas célèbre étant certainement Ralph Gibson).
Avec la cessation d'activités d'AgfaPhoto, l'avenir du Rodinal a été flou - la section chimie d'Agfa a été revendue à la firme A&O, et la production du Rodinal a repris quelques mois, puis s'est arrêtée pour des problèmes de droit sur le nom. Des clones furent disponibles sous diverses appellations, comme le R09 One Shot (par Connect Chemicals pour Rollei), le Tetenal Paranol S ou l'Adox Adonal. 
Depuis 2014, Adox a racheté les droits du nom Rodinal pour les États-Unis, et quelques années après pour l'Europe, abandonnant l’appellation Adonal. Ils stipulent sur leur documentation utiliser la dernière version connue du Rodinal original d'Agfa de 2004. 